# ویلهلم کمپف

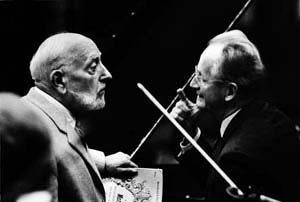
ارنست آنسرمه (چپ) و ویلهلم کمپف (راست) در سال ۱۹۶۵

ویلهِلم والتِر فریدریش کِمپف (به آلمانی: Wilhelm Walter Friedrich Kempff) (زادهٔ ۲۵ نوامبر ۱۸۹۵ – درگذشتهٔ ۲۳ مهٔ ۱۹۹۱) موسیقی‌دان، آهنگساز، و نوازندهٔ برجستهٔ پیانو اهل آلمان بود.
باآنکه او بسیاری از آثارِ یوهان سباستیان باخ، ولفگانگ آمادئوس موتسارت، فردریک شوپن، روبرت شومان، فرانتس لیست، و یوهانس برامس را اجرا کرده‌است، شهرتش به‌واسطهٔ ترجمان و تعبیر خاصش از آثارِ لودویگ فان بتهوون و فرانتس شوبرت است و تمامی سونات‌های پیانوی این دو آهنگساز بزرگ را اجرا و ضبط کرده‌است. ویلهلم کِمپف یکی از شارحان برجستهٔ سنتِ آلمانیِ موسیقی در قرن بیستم است و او را از برترین نوازندگان پیانو در تمام اعصار می‌دانند.